# Selim Heijkenskjöld

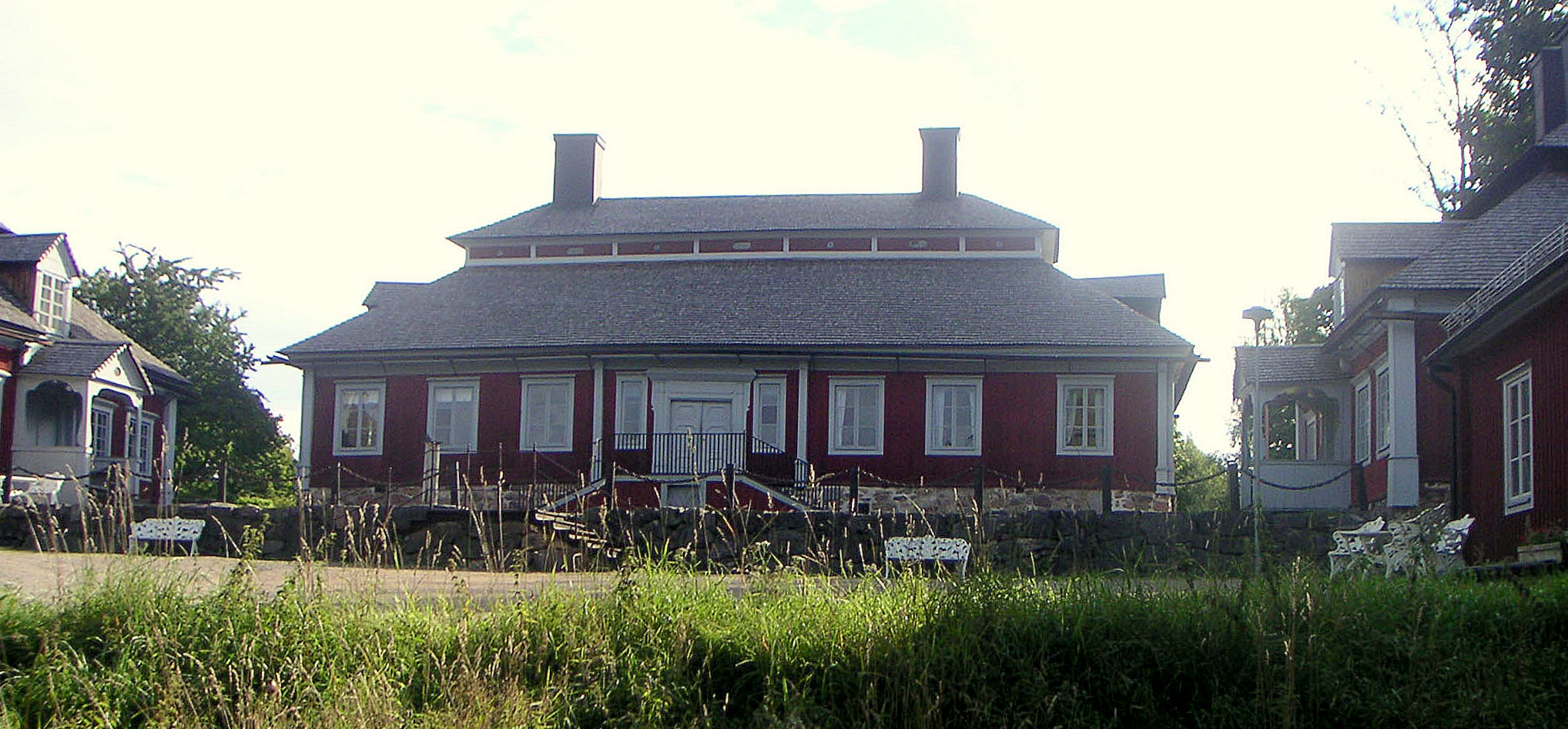
Malingsbo herrgård

Carl Selim Wilhelm Heijkenskjöld, född 12 augusti 1807 i Ramsberg, död 14 september 1871 på Malingsbo herrgård, var en svensk bruksägare och riksdagsman.
Selim Heijkenskjöld var riksdagsman för borgarståndet i bergsbrukens femte valdistrikt vid ståndsriksdagen 1865–1866. Han var senare även ledamot av riksdagens första kammare 1867-1871, invald av Örebro läns valkrets. I riksdagen skrev han fem motioner bland annat om bättre villkor för bruksnäringen, t ex genom skattelättnader, och om införande av en särskild tobaksskatt, eftersom tobaken "njuten i stor mängd även grundlägger sjukdomar".

## Utmärkelser
- Riddare av Nordstjärneorden, 1866.[7]